# حوثرة بن وداع
حوثرة بن وداع بن مسعود الأسدي (توفي 41ه‍-661م): ثائر، من الخوارج. كان من شيعة علي بن أبي طالب، في بدء عهده، وشهد معه كثيراً من الوقائع. وفارقه بعد التحكيم، فتنحى في مكان يسمى البندنيجين ( قرب النهروان - من أعمال بغداد ) ولما قتل علي تحالف حوثرة مع حابس الطائي على قتال معاوية بن أبي سفيان فجمعا أصحابهما في النخيلة ( قرب الكوفة ) ومعاوية يومئذ في الكوفة، فعلم بأمرهم ووجه إليهم جيشاً أكثره من أهل الكوفة، فكانت بين الفريقين وقائع قتل فيها حوثرة: قتله رجل من طيِّئ.